# Celestine Babayaro
Celestine Babayaro, född 29 augusti 1978 i Kaduna i Nigeria, är en nigeriansk före detta fotbollsspelare, back. Babayaro var med under OS i Atlanta 1996 när Nigeria tog guldet. Mellan 1997 och 2005 spelade han över 200 matcher för Chelsea FC. Han har även spelat för RSC Anderlecht, Newcastle United och Los Angeles Galaxy.